# Buddleja multiceps
Buddleja multiceps är en flenörtsväxtart som beskrevs av Friedrich Wilhelm Ludwig Kraenzlin.
Buddleja multiceps ingår i släktet buddlejor och familjen flenörtsväxter. Inga underarter finns listade i Catalogue of Life.